# Jack Ahearn
Jack Ahearn (Sydney, 8 ottobre 1924 – Lismore, 10 aprile 2017) è stato un pilota motociclistico australiano.

## Carriera
Le sue prime vittorie in competizioni motociclistiche risalgono al 1947 in Australia.
Dopo essersi trasferito in Europa, per quanto riguarda le sue apparizioni nel motomondiale, le prime presenze vengono registrate nella stagione 1954 mentre i primi punti nella classifica iridata risalgono al motomondiale 1955.
La sua stagione migliore è stata quella del motomondiale 1964 in cui, alla guida di una Norton ha vinto il Gran Premio motociclistico di Finlandia nella classe 500, giungendo al secondo posto anche nella classifica finale dell'anno, alle spalle di Mike Hailwood.
La sua ultima apparizione in competizioni europee risale al Tourist Trophy del 1974 corso in sella a una Yamaha privata, giungendo al trentaquattresimo posto quando aveva ormai 50 anni.
È deceduto il 10 aprile 2017 a Lismore.

## Risultati nel motomondiale

### Classe 250
| 1965 | Classe | Moto   |   |   |     |   |   |   |   |   |   |   |   |   |   | Punti | Pos. |
| ---- | ------ | ------ | - | - | --- | - | - | - | - | - | - | - | - | - | - | ----- | ---- |
| 1965 | 250    | Cotton | - | - | Rit | - | - | - | - | - | - | - | - | - | - | 0     |      |

| Legenda | 1º posto        | 2º posto            | 3º posto            | A punti      | Senza punti        | Grassetto – Pole position Corsivo – Giro più veloce |
| Legenda | Gara non valida | Non qual./Non part. | Ritirato/Non class. | Squalificato | '-' Dato non disp. | Grassetto – Pole position Corsivo – Giro più veloce |

### Classe 350
| 1954 | Classe | Moto   |  |  |  |  |  |  |  |     |  |  |  |  |  | Punti | Pos. |
| ---- | ------ | ------ |  |  |  |  |  |  |  | --- |  |  |  |  |  | ----- | ---- |
| 1954 | 350    | Norton |  |  |  |  |  |  |  | Rit |  |  |  |  |  | 0     |      |

| 1955 | Classe | Moto   |    |  |  |  |   |  |  |  |  |  |  |  |  | Punti | Pos. |
| ---- | ------ | ------ | -- |  |  |  | - |  |  |  |  |  |  |  |  | ----- | ---- |
| 1955 | 350    | Norton | NE |  |  |  | 9 |  |  |  |  |  |  |  |  | 0     |      |

| 1962 | Classe | Moto   |    |    |    |    |    |    |   |   |   |   |    |  |  | Punti | Pos. |
| ---- | ------ | ------ | -- | -- | -- | -- | -- | -- | - | - | - | - | -- |  |  | ----- | ---- |
| 1962 | 350    | Norton | NE | NE | 12 | 14 | NE | NE | - | - | - | - | NE |  |  | 0     |      |

| 1963 | Classe | Moto   |    |  |    |   |   |    |  |  |  |  |    |    |  | Punti | Pos. |
| ---- | ------ | ------ | -- |  | -- | - | - | -- |  |  |  |  | -- | -- |  | ----- | ---- |
| 1963 | 350    | Norton | NE |  | NE | 5 | 5 | NE |  |  |  |  | NE | NE |  | 4     | 14º  |

| 1964 | Classe | Moto   |    |    |    |     |   |    |  |  |  |  |   |  |  | Punti | Pos. |
| ---- | ------ | ------ | -- | -- | -- | --- | - | -- |  |  |  |  | - |  |  | ----- | ---- |
| 1964 | 350    | Norton | NE | NE | NE | Rit | 9 | NE |  |  |  |  | 6 |  |  | 1     | 22º  |

| 1966 | Classe | Moto   |    |  |  |  |    |   |  |   |  |   |  |  |  | Punti | Pos. |
| ---- | ------ | ------ | -- |  |  |  | -- | - |  | - |  | - |  |  |  | ----- | ---- |
| 1966 | 350    | Norton | NE |  |  |  | NE | 6 |  | 3 |  | 4 |  |  |  | 8     | 9º   |

| Legenda | 1º posto        | 2º posto            | 3º posto            | A punti      | Senza punti        | Grassetto – Pole position Corsivo – Giro più veloce |
| Legenda | Gara non valida | Non qual./Non part. | Ritirato/Non class. | Squalificato | '-' Dato non disp. | Grassetto – Pole position Corsivo – Giro più veloce |

### Classe 500
| 1954 | Classe | Moto   |  |   |    |   |   |    |  |     |  |  |  |  |  | Punti | Pos. |
| ---- | ------ | ------ |  | - | -- | - | - | -- |  | --- |  |  |  |  |  | ----- | ---- |
| 1954 | 500    | Norton |  | 9 | AN | 7 | 9 | 12 |  | Rit |  |  |  |  |  | 0     |      |

| 1955 | Classe | Moto   |  |  |     |   |   |     |     |  |  |  |  |  |  | Punti | Pos. |
| ---- | ------ | ------ |  |  | --- | - | - | --- | --- |  |  |  |  |  |  | ----- | ---- |
| 1955 | 500    | Norton |  |  | Rit | 6 | 7 | Rit | Rit |  |  |  |  |  |  | 1     | 26º  |

| 1958 | Classe | Moto               |    |    |  |  |    |    |  |  |  |  |  |  |  | Punti | Pos. |
| ---- | ------ | ------------------ | -- | -- |  |  | -- | -- |  |  |  |  |  |  |  | ----- | ---- |
| 1958 | 500    | Matchless e Norton | 29 | 11 |  |  | 13 | 13 |  |  |  |  |  |  |  | 0     |      |

| 1962 | Classe | Moto   |    |    |     |   |   |    |    |     |    |  |  |  |  | Punti | Pos. |
| ---- | ------ | ------ | -- | -- | --- | - | - | -- | -- | --- | -- |  |  |  |  | ----- | ---- |
| 1962 | 500    | Norton | NE | NE | Rit | 7 | 8 | NE | 12 | Rit | 10 |  |  |  |  | 0     |      |

| 1963 | Classe | Moto               |    |    |    |   |   |   |     |  |  |     |  |    |  | Punti | Pos. |
| ---- | ------ | ------------------ | -- | -- | -- | - | - | - | --- |  |  | --- |  | -- |  | ----- | ---- |
| 1963 | 500    | Norton e Matchless | NE | NE | NE | 9 | 4 | 5 | Rit |  |  | Rit |  | NE |  | 5     | 10º  |

| 1964 | Classe | Moto   |  |    |    |    |   |   |   |   |   |   |   |    |  | Punti | Pos. |
| ---- | ------ | ------ |  | -- | -- | -- | - | - | - | - | - | - | - | -- |  | ----- | ---- |
| 1964 | 500    | Norton |  | NE | NE | 14 | 4 | 4 | 2 | 6 | 3 | 1 | 3 | NE |  | 25    | 2º   |

| 1965 | Classe | Moto   |  |     |    |    |   |   |   |   |   |  |  |  |    | Punti | Pos. |
| ---- | ------ | ------ |  | --- | -- | -- | - | - | - | - | - |  |  |  | -- | ----- | ---- |
| 1965 | 500    | Norton |  | Rit | NE | NE | 9 | 5 | 9 | 4 | 3 |  |  |  | NE | 9     | 5º   |

| 1966 | Classe | Moto   |    |   |    |   |   |   |   |   |  |     |  |    |  | Punti | Pos. |
| ---- | ------ | ------ | -- | - | -- | - | - | - | - | - |  | --- |  | -- |  | ----- | ---- |
| 1966 | 500    | Norton | NE | 8 | NE | 9 | 3 | 3 | 5 | 4 |  | Rit |  | NE |  | 13    | 6º   |

| Legenda | 1º posto        | 2º posto            | 3º posto            | A punti      | Senza punti        | Grassetto – Pole position Corsivo – Giro più veloce |
| Legenda | Gara non valida | Non qual./Non part. | Ritirato/Non class. | Squalificato | '-' Dato non disp. | Grassetto – Pole position Corsivo – Giro più veloce |